# Жвадник
Жвадник (пол. Żwadnik) — село в Польщі, у гміні Клочев Рицького повіту Люблінського воєводства.
У 1975-1998 роках село належало до Седлецького воєводства.